# Herbertia nipponica
Herbertia nipponica är en stekelart som beskrevs av Burks 1959. Herbertia nipponica ingår i släktet Herbertia och familjen puppglanssteklar. Inga underarter finns listade i Catalogue of Life.